# Giuramento dei Guardiani
(Jace Beleren)

Il logo del set

Giuramento dei Guardiani è un'espansione del gioco di carte collezionabili Magic: l'Adunanza, edito da Wizards of the Coast. In vendita in tutto il mondo dal 22 gennaio 2016, è il secondo e ultimo set del Blocco di Battaglia per Zendikar, che comprende appunto anche l'espansione Battaglia per Zendikar.

## Ambientazione
(Vandri, emissaria di Kalastria)
Continua il disperato tentativo da parte di un gruppetto di planeswalker di salvare il mondo di Zendikar dal completo annichilimento da parte degli eldrazi, immense mostruosità interplanari che vivono nella cieca eternità e si nutrono dell'essenza stessa degli universi.
Il complesso piano di Jace per intrappolare il titano Ulamog, utilizzando la rete di edri di Zendikar per bloccarlo e renderlo innocuo, dopo averlo attirato a Portale Marino usando come esca un esercito capitanato da Gideon e formato dall'alleanza di tutti i popoli del mondo, sembra funzionare, sebbene al costo di innumerevoli vite sacrificate durante la battaglia. All'improvviso però tutta l'energia magica necessaria per consentire alla trappola di attivarsi viene dirottata dal demone Ob Nixilis, che riesce così a riaccendere la propria scintilla di planeswalker, che era stata sigillata secoli addietro da Nahiri, una viandante dimensionale kor autoproclamatasi guardiana di Zendikar. Questa inaspettata interferenza del demone libera nuovamente Ulamog e lascia ai sopravvissuti pochissime speranze di poterlo fermare nuovamente. Come se non bastasse un secondo titano eldrazi, Kozilek, emerge dalle profondità della terra sotto Portale Marino, attirato dalla concentrazione di vita radunata per attirare e fermare Ulamog. I planeswalker erano convinti che Kozilek avesse abbandonato il mondo di Zendikar, e la sua comparsa sembra mettere la parola fine al destino di questo piano dimensionale.
(Ayli, somma sacerdotessa dei Pellegrini Eterni)
Presa dalla disperazione, Nissa vede il proprio mondo condannato, e decide quindi di abbandonarsi alla vendetta nei confronti di Nixilis, seguita dai suoi compagni Jace e Gideon. I quattro planeswalker così si scontrano in una grotta nei pressi di Portale Marino, ma il demone sembra avere la meglio permettendo ad alcuni eldrazi minori di accanirsi sui suoi avversari. Improvvisamente però compare Chandra Nalaar, che dopo un periodo di titubanza ha deciso di rispondere alla chiamata di soccorso di Jace e Gideon ed è giunta dal mondo di Regatha per dar loro una mano. Ob Nixilis decide allora di fuggire da Zendikar, convinto che la sua vendetta contro l'universo che è stato per lui una progione sia ormai inevitabilmente compiuta.
I quattro viandanti dimensionali allora ritrovano coraggio e Jace mette a punto un nuovo piano, questa volta per distruggere i due titani alieni invece che imprigionarli, nonostante gli avvertimenti ricevuti dall'antico drago Ugin.
Chandra e Gideon attirano Ulamog e Kozilek in un unico punto, mentre Jace e Nissa radunano le leyline del piano per legare i due titani in modo che la loro energia sia assorbita dalle leyline stesse. Ma la connessione tra Zendikar e i titani distorce la realtà, per cui i planeswalker capiscono che, se i titani cadessero, anche il piano verrebbe distrutto e decidono di distruggerli sfruttando le fiamme di Chandra.

## Caratteristiche
Giuramento dei Guardiani è composta da 184 carte, stampate a bordo nero, così ripartite:
- per colore: 27 bianche, 27 blu, 27 nere, 27 rosse, 27 verdi, 13 multicolore, 19 incolori, 17 terre.
- per rarità: 70 comuni, 60 non comuni, 42 rare e 12 rare mitiche

L'espansione introduce un nuovo tipo di terra base, stampata in due versioni che differiscono per l'illustrazione. Come nel set precedente però ognuna delle terre base esiste con due layout diversi: quelle presenti nei mazzi tematici hanno il normale layout delle altre carte, ma quelle distribuite nelle bustine hanno l'illustrazione estesa a tutta la carta. Questo porta, da un punto di vista collezionistico, il numero totale delle carte nel set a 186.
Il simbolo dell'espansione è composto dalla forma stilizzata della "corona" di Kozilek, e si presenta nei consueti quattro colori a seconda della rarità: nero per le comuni, argento per le non comuni, oro per le rare, e bronzo per le rare mitiche.
Giuramento dei Guardiani è disponibile in bustine da 15 carte casuali e in 5 mazzi tematici precostituiti da 60 carte ciascuno:
- Resistenza Disperata (bianco/nero)
- Realtà Distorta (blu)
- Circolo Vizioso (nero/verde)
- Ondata di Opposizione (blu/rosso)
- Azione Concertata (bianco/verde)

Ciascun mazzo contiene una carta con un'illustrazione alternativa rispetto alle carte che si potevano trovare nelle bustine. Ecco di seguito l'elenco:
- Avanguardia di Munda per il mazzo Resistenza Disperata
- Furtivo Sonda-abissi per il mazzo Realtà Distorta
- Contaminatore Terrificante per il mazzo Circolo Vizioso
- Tiranno di Valakut per il mazzo Ondata di Opposizione
- Cavalleria dei Cervi delle Radure per il mazzo Azione Concertata

### Prerelease
Giuramento dei Guardiani fu presentata in tutto il mondo durante i tornei di prerelease il 16 gennaio 2016.

### Ristampe
Nel set sono state ristampate le seguenti carte da espansioni precedenti:
- Balzo Possente (presente nei set base Magic 2011, Magic 2012, Magic 2015 e Magic Origins, oltre che nei set speciali Elspeth vs. Tezzeret, Cavalieri vs. Draghi ed Elspeth vs. Kiora)
- Briglie dell'Errante (dall'espansione Cicatrici di Mirrodin)
- Coste Sconosciute (dall'espansione Theros)
- Morsa dell'Oscurità (dall'espansione Cicatrici di Mirrodin)
- Negare (dall'espansione Aurora, presente nei set base da Magic 2010 a Magic Origins compresi, nell'espansione Draghi di Tarkir e nel set speciale Duels of the Planeswalkers)
- Ragno Lanciareti (dal set base Magic 2015, presente anche nel set speciale Elspeth vs. Kiora)
- Sega d'Osso (dall'espansione Conflux)

## Novità
Giuramento dei Guardiani introduce tre nuove abilità nel gioco, oltre a riprendere Vacuità e Terraferma dal set precedente.

### Nuove abilità
- Coorte
- Ondata
- Soccorri

### Nuovi Planeswalker

#### Chandra, Evocatrice di Fiamme
Chandra Nalaar, dopo aver rifiutato la richiesta di soccorso di Jace e Gideon che l'avevano raggiunta al monastero dove vive nel mondo di Regatha, ha un ripensamento, sentendosi in parte responsabile della liberazione degli eldrazi su Zendikar. Quando decide finalmente di raggiungere gli altri viandanti dimensionali non ha un piano, ma può dare libero sfogo al suo potere di piromante che fra i monaci di Regatha ha in tutti questi anni solo tentato di tenere sotto controllo.

#### Nissa, Voce di Zendikar
(Nissa Revane)
Dopo aver liberato il cuore Khalni dalla prigione di edri costruita da Ob Nixilis per incanalare l'energia di Zendikar e riaccendere la propria scintilla di planeswalker, Nissa ha finalmente riacquistato la sua connessione con l'anima del mondo. Ora è nuovamente in grado di percepire Zendikar e le sue leyline di mana, e di evocare il suo amico elementale Ashaya, ed è determinata a lottare per la salvezza del proprio mondo conscia che l'intero universo risponderà al suo richiamo.